# 秩父神社

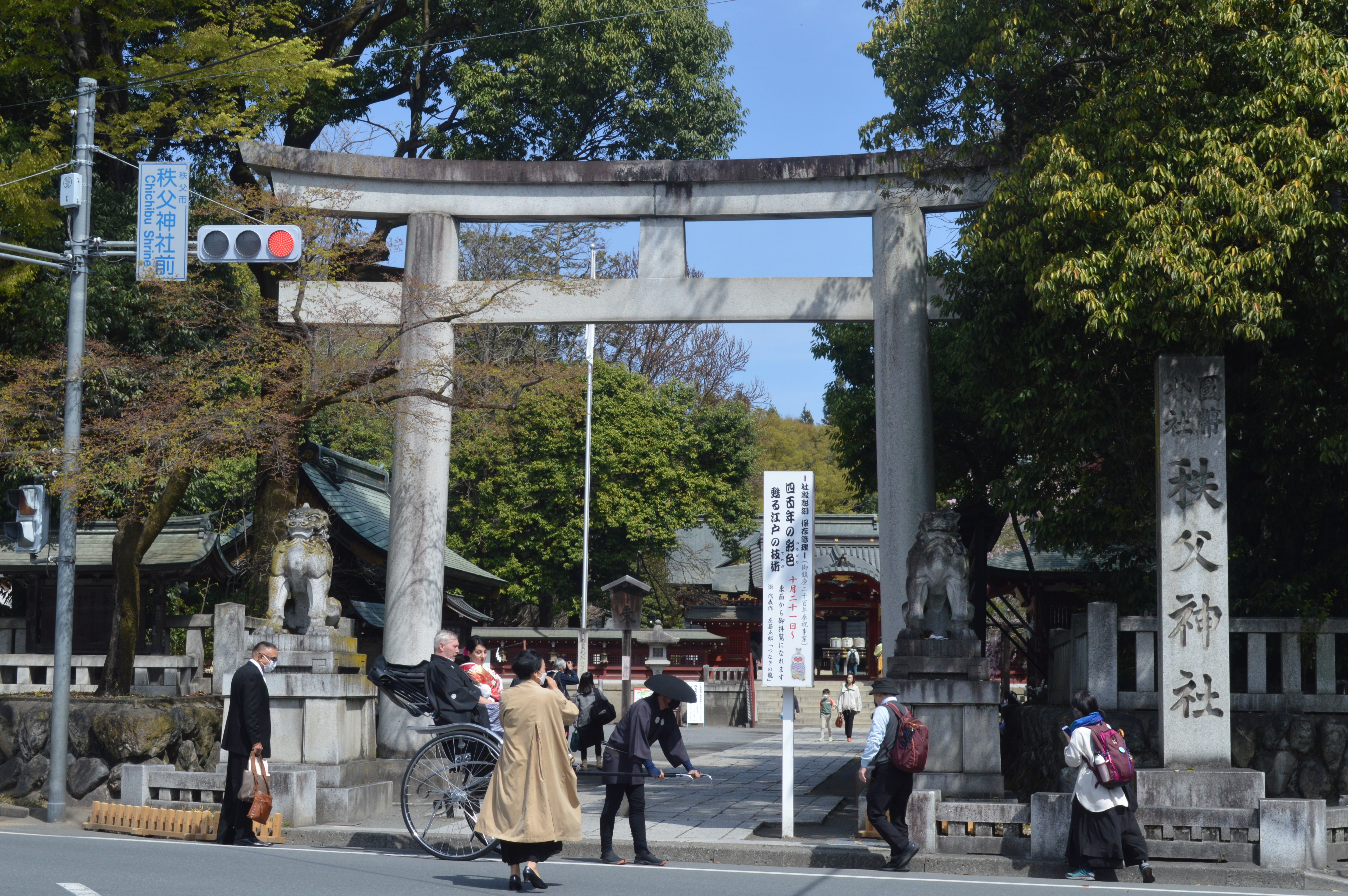
鳥居

秩父神社（ちちぶじんじゃ）は、埼玉県秩父市番場町にある神社。式内社、武蔵国四宮。旧社格は国幣小社で、現在は神社本庁の別表神社。知知夫国の一之宮。
秩父地方の総鎮守である。三峯神社・宝登山神社とともに秩父三社の一社。12月の例祭「秩父夜祭」で知られ、秩父夜祭（秩父祭の屋台行事と神楽）は「山・鉾・屋台行事」（18府県の計33件）の1つとしてユネスコ無形文化遺産に登録されている。

## 概要
荒川の河岸段丘上に広がる秩父市街地の中心部に鎮座する。崇神天皇の時代、初代の知知夫国造である知知夫彦命が、祖神の八意思兼命を祀ったことに始まると伝える。
武州六大明神に四宮として数えられ、武蔵総社六所宮の大國魂神社（東京都府中市）にも祀られている。大國魂神社の例大祭（くらやみ祭）では、秩父神社の神輿も巡行される。中世には妙見信仰と習合し、その後「秩父大宮妙見宮」として栄えた。江戸時代に徳川家康の命により現在の社殿が建てられ、社殿には左甚五郎作と伝えられる「子宝・子育ての虎」や「つなぎの龍」など、さまざまな彫刻が施された。
毎年12月に行われる例祭「秩父夜祭」は、ユネスコ無形文化遺産に登録されており、京都の祇園祭、飛騨の高山祭とともに日本三大曳山祭及び日本三大美祭に数えられ、多くの観光客が訪れる。

## 祭神
現在の祭神は次の4柱。
- 八意思兼命（やごころおもいかねのみこと）
- 知知夫彦命（ちちぶひこのみこと） - 八意思兼命の十世孫で、初代知々夫国造。
- 天之御中主神（あめのみなかぬしのかみ） - 鎌倉時代に合祀。
- 秩父宮雍仁親王 - 昭和天皇の弟。昭和28年（1953年）に合祀。

元々の祭神は八意思兼命と知知夫彦命ということになるが、これには諸説あり、八意思兼命・知知夫彦命のほか、思兼命の御子の天下春命、大己貴命、単に地方名を冠して「秩父大神」とする説などがある。
天之御中主神は明治の神仏分離のときに改められたもので、それ以前の神仏習合時代には妙見菩薩であった。鎌倉時代に近くに祀られていたものを合祀したものであるが、こちらの方が有名となり、江戸時代までは「秩父大宮妙見宮」と呼ばれていた。

## 歴史

### 創建
秩父神社の社殿と参道の南側延長線上に武甲山（時代によって武光山、秩父嶽、妙見山などとよばれる）があり、元々は武甲山を神奈備として遥拝する聖地であったと考えられている。
『先代旧事本紀』の「国造本紀」によれば、八意思金命の十世孫の知知夫彦命は崇神天皇（第10代天皇）の時代に初代知々夫国造に任命され、「大神を拝祠」したという。この「大神」は知知夫彦命の祖である八意思兼命をさすと考えられ、秩父神社ではこれをもって神社の創建としている。さらに允恭天皇年間に知知夫彦命の九世子孫である知知夫狭手男が知知夫彦を合わせて祀ったといわれる。地域名の「秩父」の名を冠するが、「知知夫」から「秩父」に変わった時期は明らかではない。なお、「秩父」の初見は708年である。

### 概史

#### 古代から近世
律令制度の崩壊により、秩父神社を支えてきた豪族の力が弱まるにつれ、当社も次第に衰微していったものと思われる。これに代わって登場するのが妙見社である。
社記および『風土記稿』によれば、天慶年間（938年 - 947年）、平将門と常陸大掾・鎮守府将軍平国香が戦った上野国染谷川の合戦で、国香に加勢した平良文は同国群馬郡花園村に鎮まる妙見菩薩の加護を得て、将門の軍勢を打ち破ることができた。以来良文は妙見菩薩を厚く信仰し、後年秩父に居を構えた際、花園村から妙見社を勧請した。これが秩父の妙見社の創成である。
その後良文は下総国に居を移した。下総での子孫が建立した千葉神社の祭神も妙見菩薩である。秩父に土着した子孫は秩父平氏と呼ばれる武士団を形成した。
鎌倉時代に社殿が落雷により焼失し、再建する際に神社北東に祭られていた妙見菩薩を合祀し、秩父札所の旧15番・母巣山蔵福寺（現在は廃寺）が別当寺的な存在で秩父神社を管理した。以降神仏分離まで「妙見宮」として栄え、延喜式に記載の本来の「秩父神社」の名称より「秩父大宮妙見宮」の名称の方が有名となった。
江戸時代の絵図では、境内の中央に妙見社があり、その社殿を取り囲むように天照大神宮・豊受大神宮・神宮司社（知知夫彦と記す絵図もある）・日御碕神社の4祠が配されている。神宮司社は式内社である秩父神社の衰微した姿であるといわれており、江戸中期の儒者である斉藤鶴磯は「武蔵野話」の中で、この神宮司社について「この神祇は地主にして妙見宮は地借なるべし。（中略）妙見宮は大祠にして秩父神祠は小祠なり。諺にいへる借家を貸しておもやをとらるるのたぐひにて、いづれ寺院神祇には、えてある事なり」と評している。

#### 近代以降
明治の神仏分離により、妙見菩薩と習合していた天之御中主神に祭神を改め、社名も本来の「秩父神社」に戻した。鳥居の扁額では「知知夫神社」と表記されている。頒布されている護符などに現在も妙見信仰が遺されている。
1884年（明治17年）の秩父事件では、困民党軍が境内に集結した。
全国の一宮やそれに準ずる神社の祭神を祀る天神地祇社が摂末社にある関係で、全国の一宮が加盟する「全国一の宮会」から、2006年に「知知夫国新一の宮」に認定された。

### 神階
いずれも「秩父神」と表記され、「勲七等」と付記されている。
- 貞観4年（862年）7月21日、正五位下から正五位上（『日本三代実録』）
- 貞観13年（871年）11月10日、従四位下（『日本三代実録』）
- 元慶2年（878年）12月8日、従四位上から正四位下（『日本三代実録』）

## 境内
- 社殿（本殿・幣殿・拝殿）

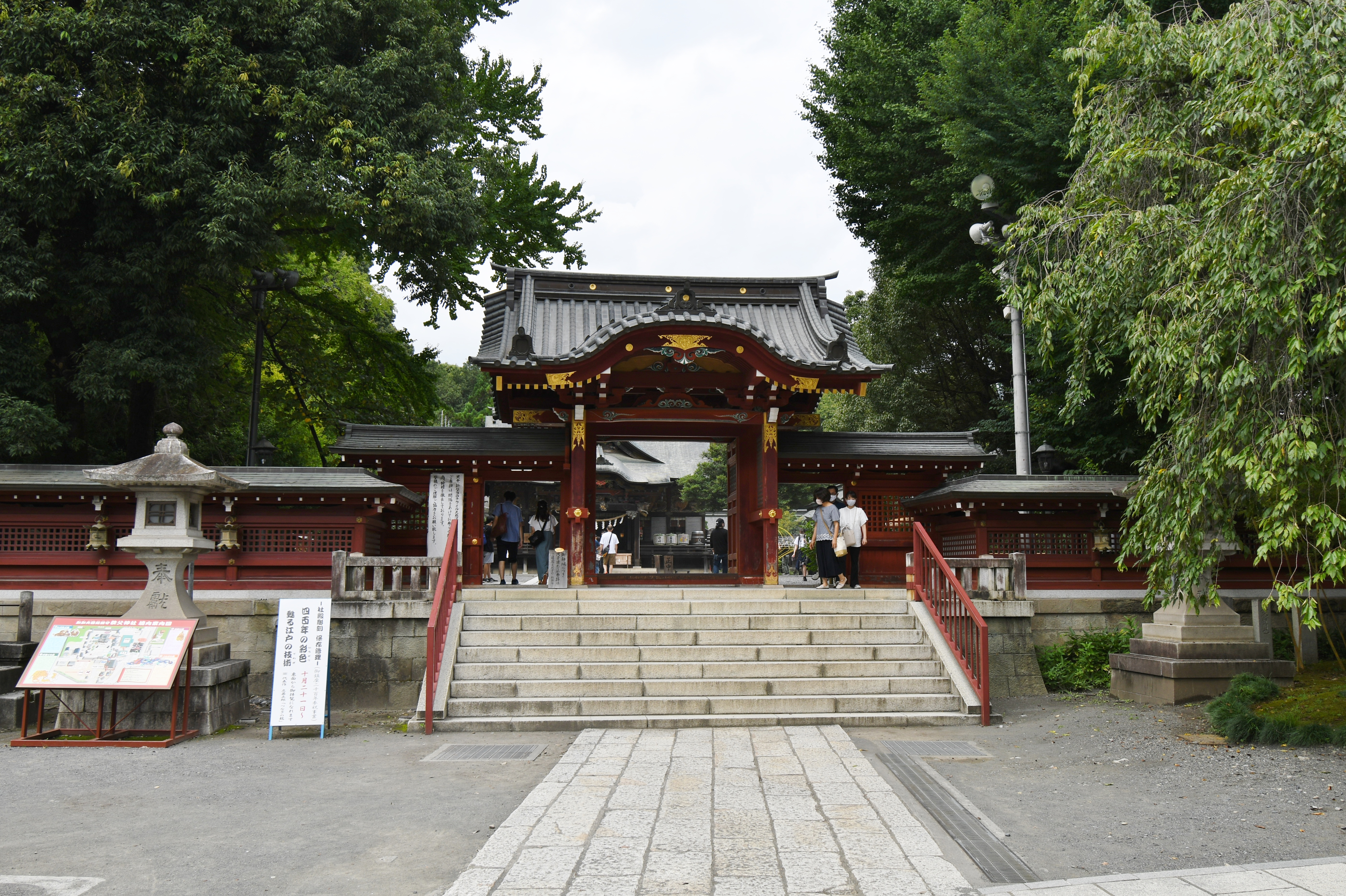
神門
- 神楽殿
- 儀式殿
- 神饌所
- 納札所
- 神馬舎
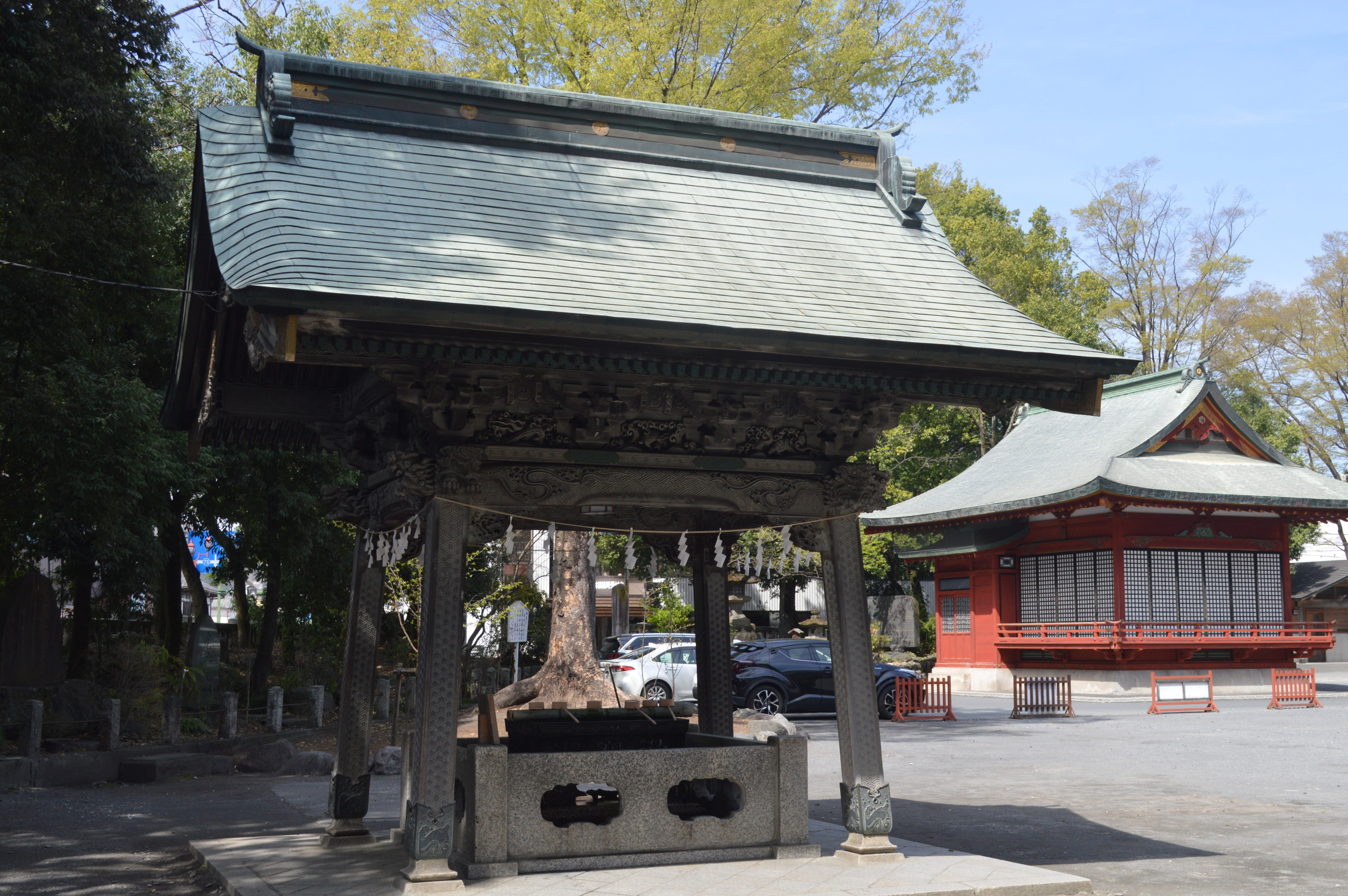
手水舎
- 東門
- 西門
- 鳥居
- 薗田稲太郎頌徳碑
- 高野佐三郎頌徳碑

その他の建築物
- 参集殿
- 斎館
- 平成殿・社務所
- 本町屋台庫

- 神門
- 手水舎

### 社殿
社殿は徳川家康による造営で、本殿・幣殿・拝殿が1つにまとめられた権現造の形式である。左甚五郎の作とされるものを含む多くの彫刻で飾られている。
境内の社叢は柞乃杜（ははそのもり、母巣の森）と呼ばれる。

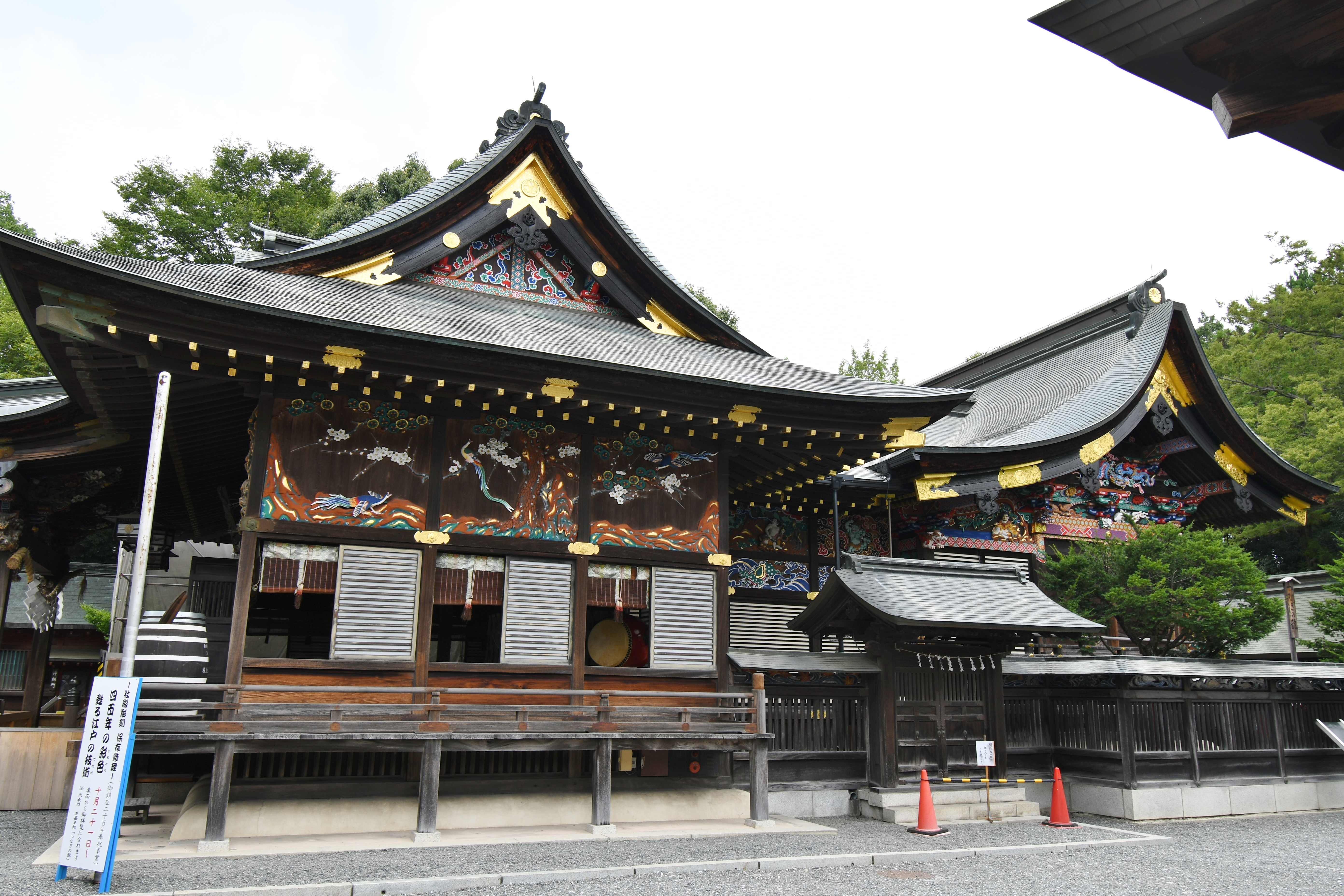
社殿
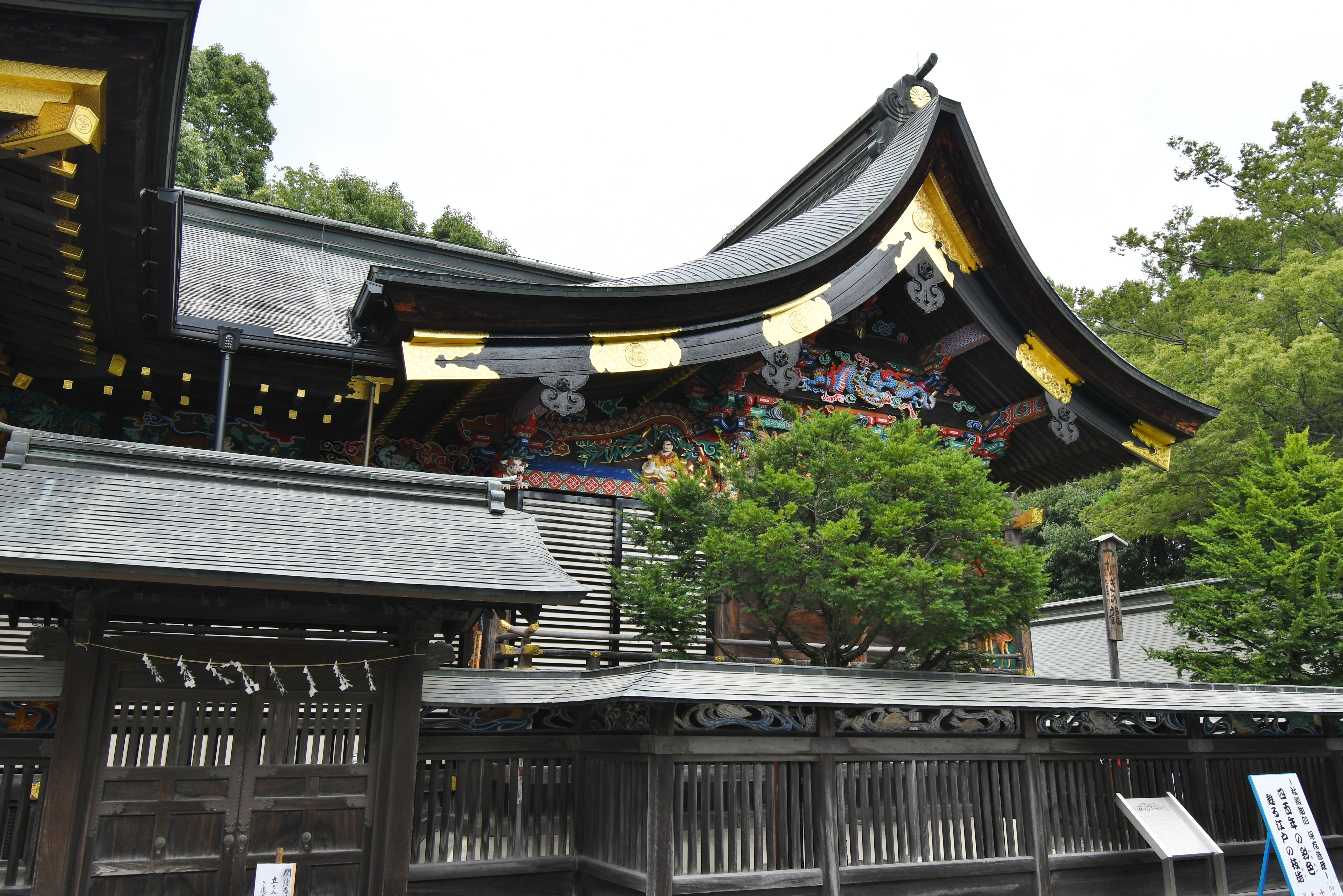
本殿
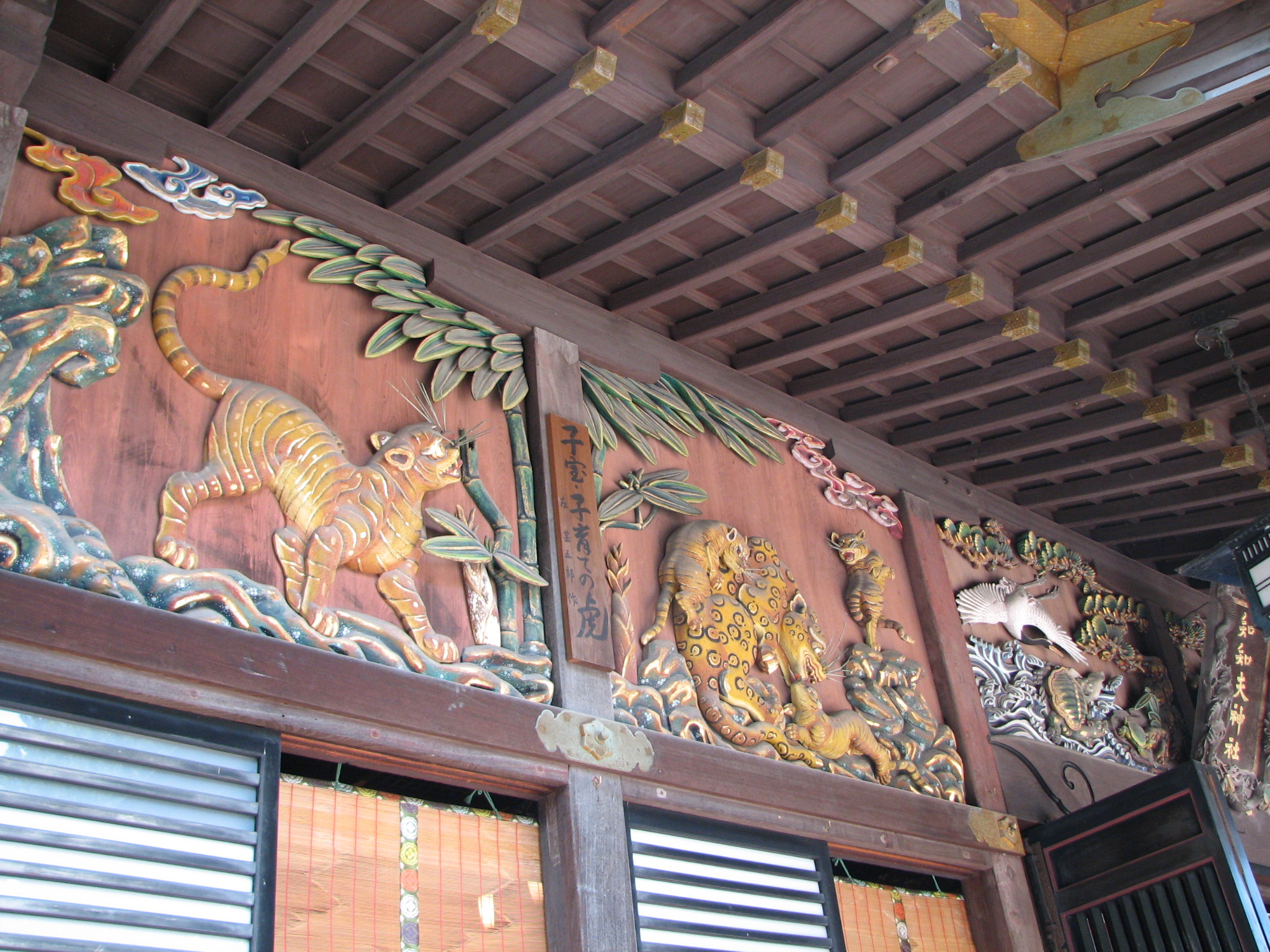
彫刻「子宝 子育ての虎」
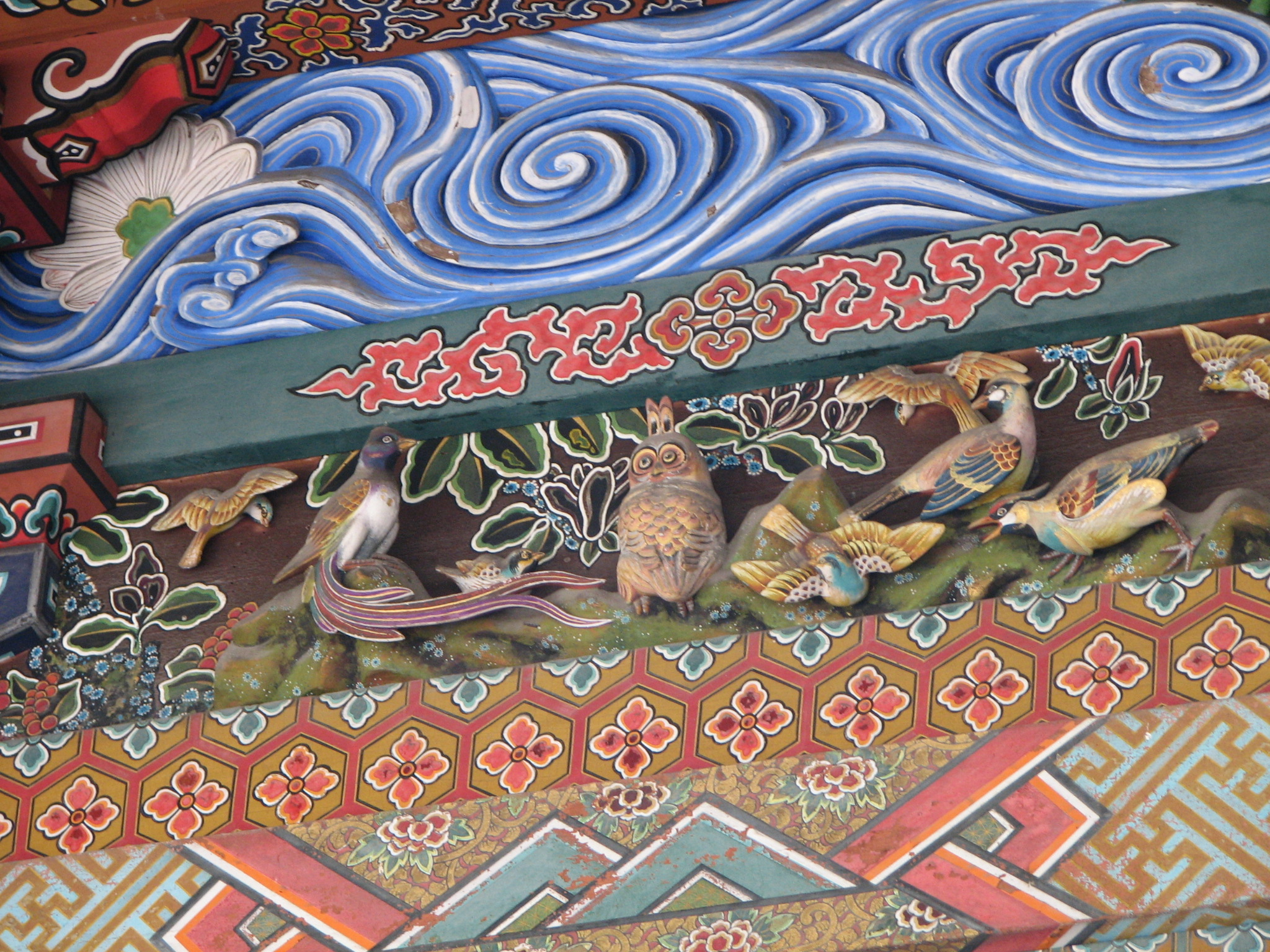
彫刻「北辰の梟」
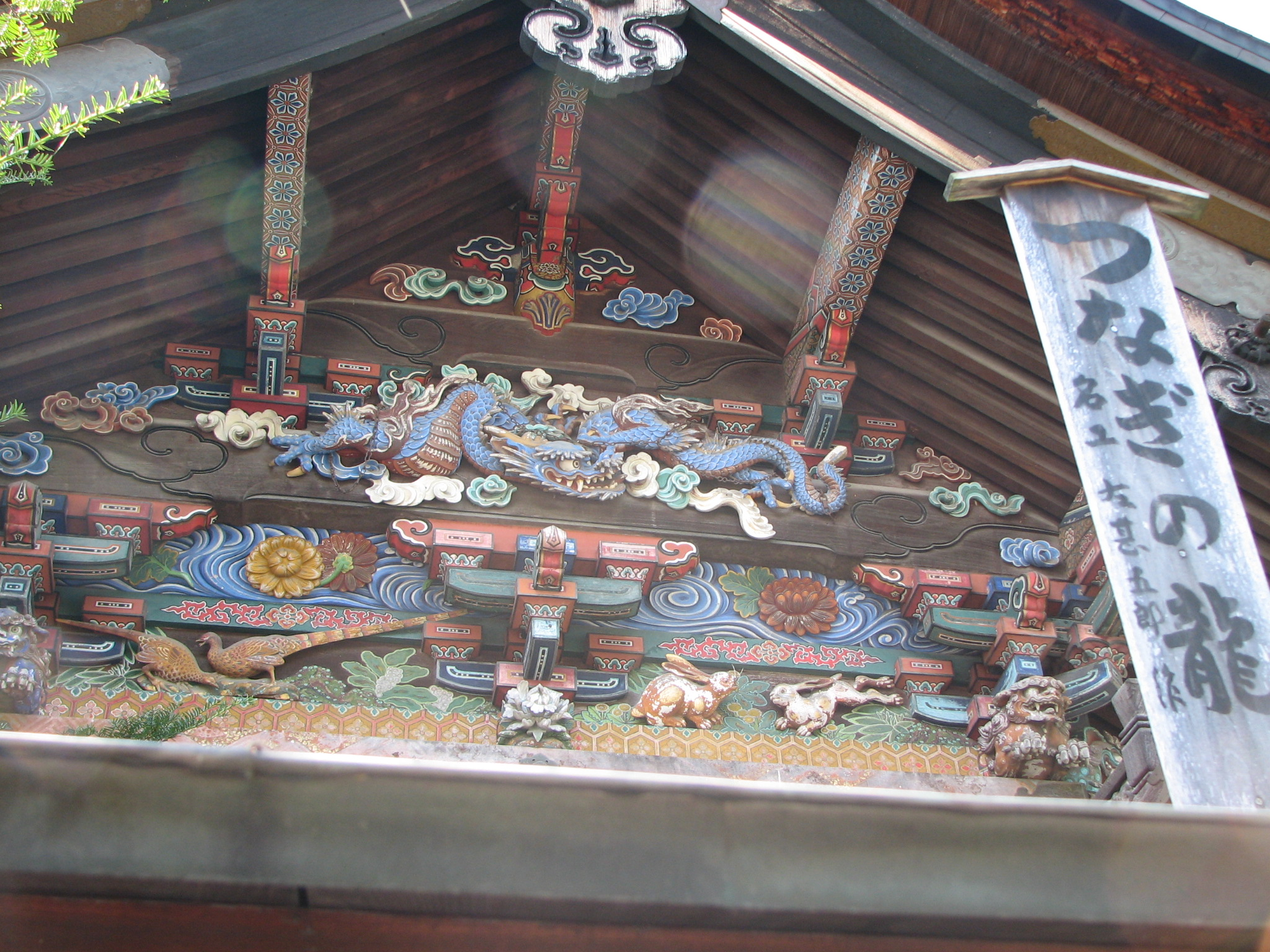
彫刻「つなぎの龍」
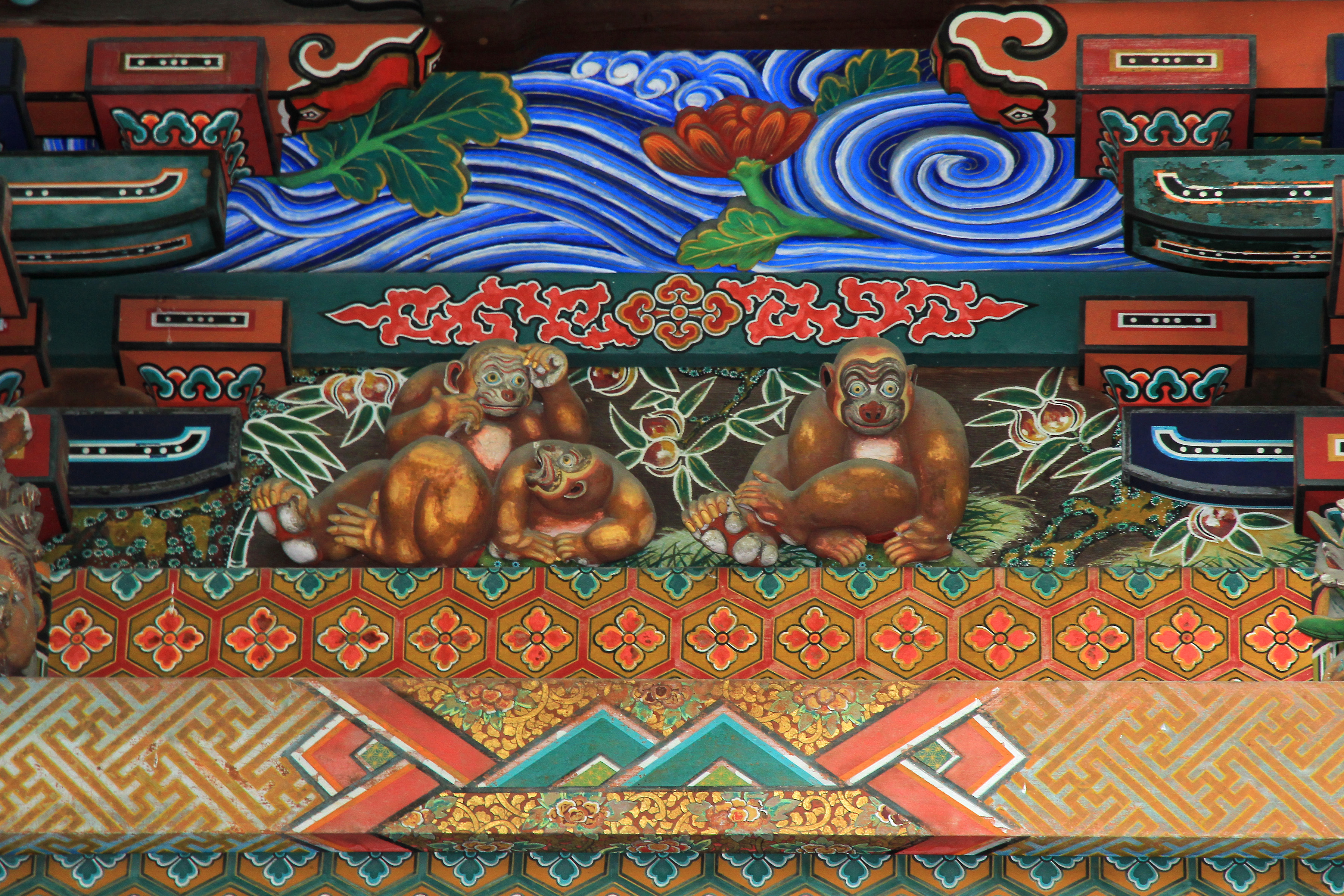
彫刻「お元気三猿」
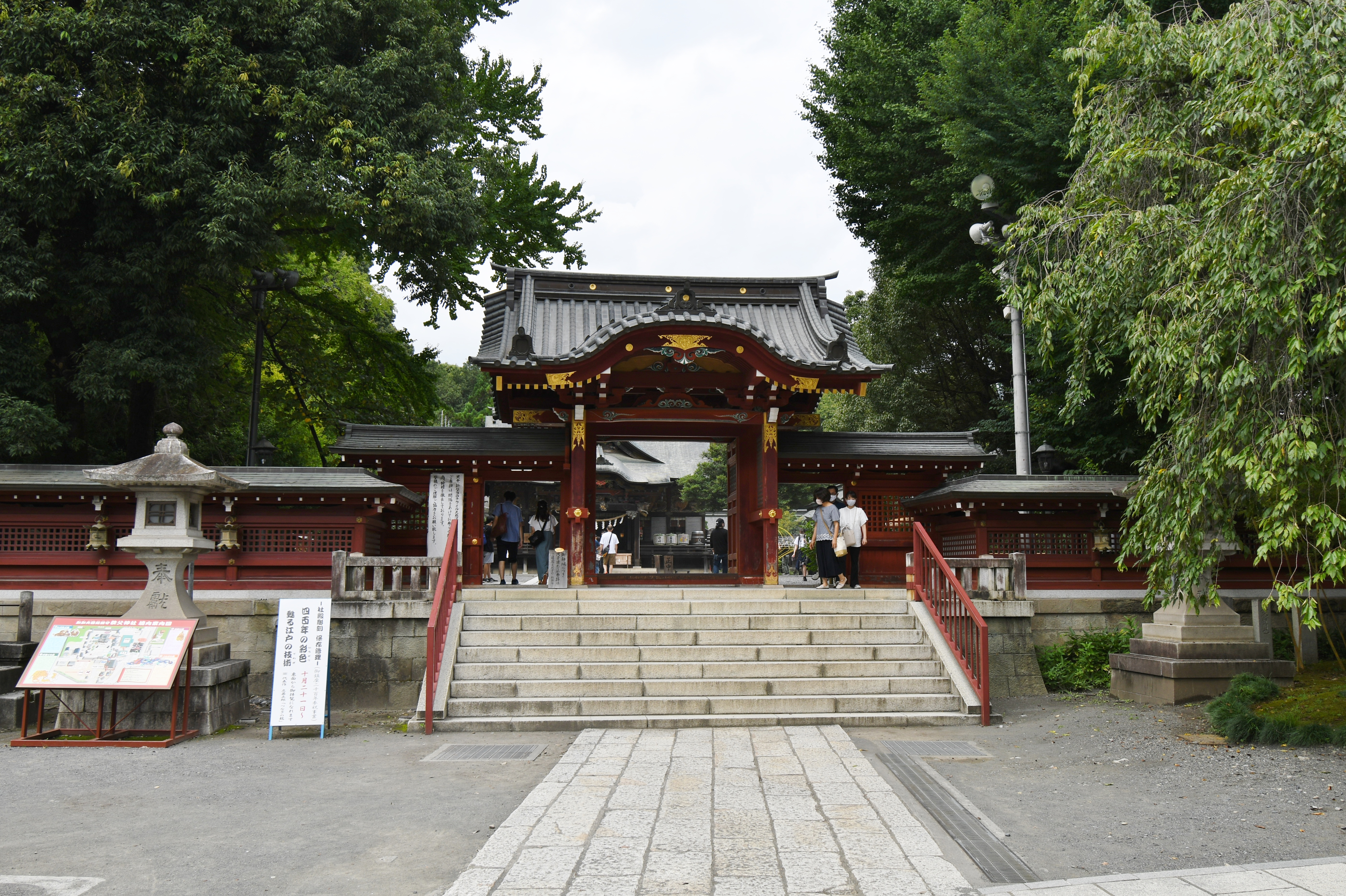
神門

## 摂末社

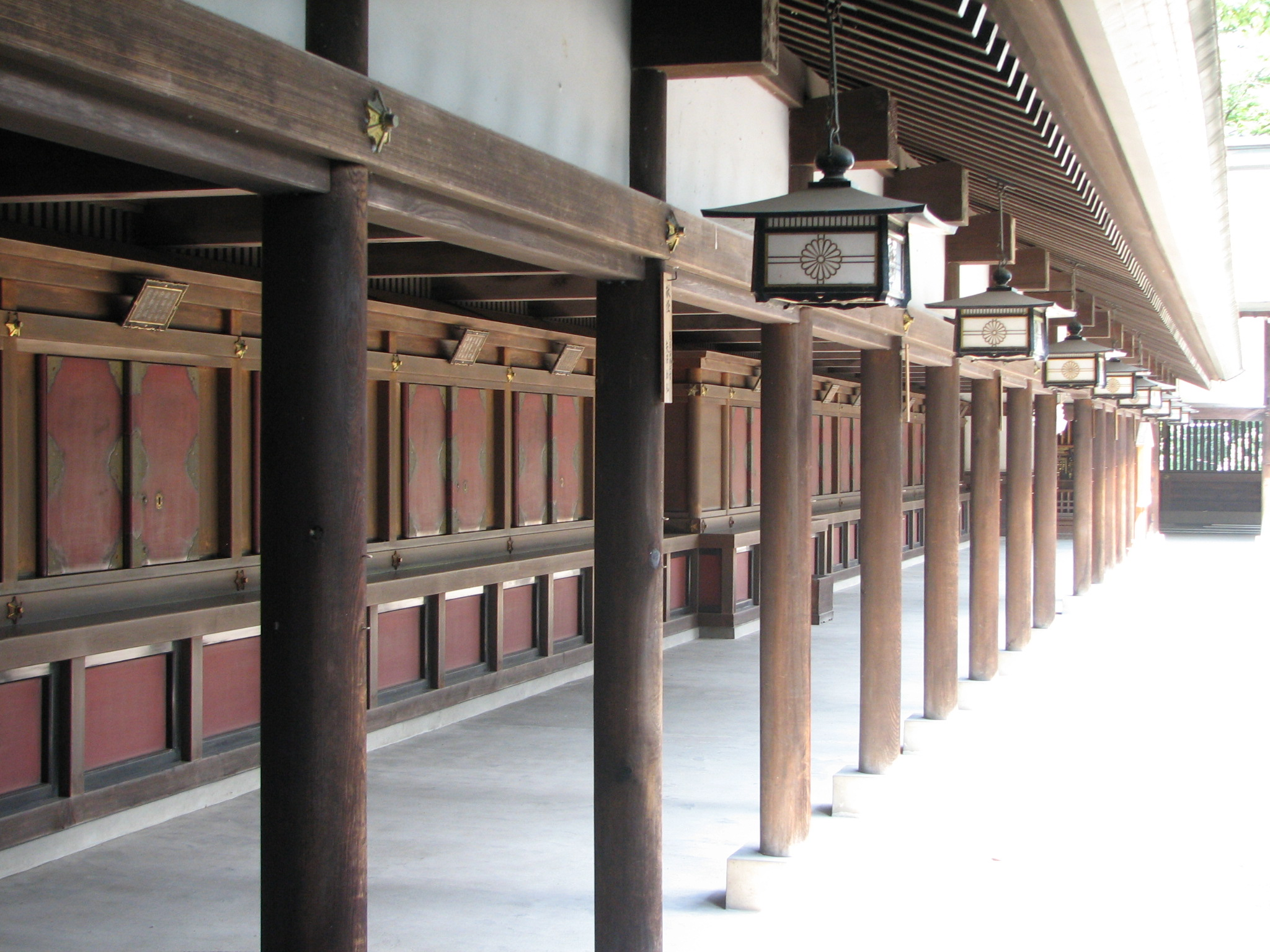
天神地祇社

- 天神地祇社 - 全国の一宮やそれに準ずる神社の祭神が祀られる。
- 東照宮
- 天満天神宮
- 枉津日社
- 柞稲荷神社
- 日御碕宮

## 祭事
- 御田植祭（4月4日）
- 秩父川瀬祭（7月19・20日）
境内社の日御崎神社の祭。江戸時代に京都の八坂神社の祇園祭が秩父に入ってきたものである。幕末・明治から付祭として屋台・笠鉾も曳かれるようになり、現在では8基の屋台・笠鉾を曳く。
  - 7月19日（宵宮） - 天王柱立神事、お水取り神事
  - 7月20日（川瀬神事）
- 番場町諏訪神社祭礼（9月27日）
有名ではないが、古い文献によると川瀬祭よりも重要性が高かったと考えられている。数年に一度（不定期）、諏訪大社の御柱祭にならって御柱を曳く。
- 例祭（秩父夜祭、12月1日-6日）
6日間行われることから「六日市」と呼ばれ、絹の取引で栄えた。また旧暦11月3日に行われたので霜月大祭とも呼ばれていた。武甲山（旧 武甲山蔵王権現社、現 武甲山御嶽神社）の男神（神話では蛇もしくは竜神、神仏習合後は蔵王権現）と秩父神社・母巣の森の女神（神仏習合後は妙見菩薩）が1年に1度の逢瀬を楽しむ祭りとされている。祭自体は秩父神社の創建から存在した可能性が高いといわれている。寛文年間ごろから付祭として屋台・笠鉾が曳かれるようになった。

## 文化財

### 重要無形民俗文化財（国指定）
- 秩父祭の屋台行事と神楽 - 1979年（昭和54年）2月3日指定。
- 秩父祭屋台 6基 - 1962年（昭和37年）5月23日指定。
  - 中近笠鉾、下郷笠鉾、宮地屋台、上町屋台、中町屋台、本町屋台

### 選択無形民俗文化財（国選択）
- 秩父神社神楽 - 1975年（昭和50年）12月8日選択。

### 埼玉県指定文化財
- 有形文化財
  - 社殿（附 天正20年の棟札 1枚・神輿 1基）（建造物） - 神輿は室町時代のもので、埼玉県最古。1955年（昭和30年）11月1日指定。
  - 秩父神社文書 9点（歴史資料） - 1973年（昭和48年）3月9日指定。
- 無形民俗文化財
  - 秩父神社御田植祭 - 2009年（平成21年）3月17日指定。
- 天然記念物
  - 秩父神社柞の森のブッポウソウ - 1960年（昭和35年）3月1日指定。

### 秩父市指定文化財
- 有形文化財
  - 刀剣脇差（工芸品） - 1961年（昭和36年）1月9日指定。
- 史跡
  - 秩父神社大祭御旅所 - 1954年（昭和29年）11月3日指定。
- 有形民俗文化財
  - 秩父祭笠鉾・屋台旧部品 - 1983年（昭和58年）10月5日指定。
    - 下郷笠鉾・宮地屋台・上町屋台・中町屋台・本町屋台

  - 妙見塚（附 幟旗2枚） - 2003年（平成15年）1月24日指定。
  - 川瀬祭笠鉾・屋台 8基 - 2008年（平成20年）3月25日指定。
    - 番場屋台、宮側屋台、東町屋台、熊木笠鉾、道生笠鉾、上町笠鉾、中町笠鉾、本町屋台（夏）

### ユネスコ無形文化遺産
- 秩父祭の屋台行事と神楽（山・鉾・屋台行事） - 2016年（平成28年）12月1日登録。

## 現地情報
所在地
- 埼玉県秩父市番場町1-1

交通アクセス
- 秩父鉄道秩父本線 秩父駅（徒歩3分）
- 西武鉄道西武秩父線 西武秩父駅（徒歩15分）

周辺
- 秩父札所三十四観音霊場 - 札所13番-16番が近隣に所在。
- 秩父まつり会館

関係地
- 国神の大イチョウ（秩父郡皆野町国神） - 埼玉県指定天然記念物。知知父彦命（知知夫彦命に同じ）の墓跡と伝わる。東方近くには知知父姫命の墓跡とされるイチョウある。
- 岩本山常泉寺（秩父札所3番） - 観音堂は神仏分離時に秩父神社の薬師堂を移設したもの。
- 十輪寺（小鹿野町） - 神仏分離時に蔵福寺（秩父札所 旧15番）の観音堂にあった十一面観音を譲り受けた。